# 马岭河索道坠毁特大事故
马岭河索道坠毁發生於1999年10月3日中華人民共和國貴州興義市马岭河峡谷風景區，吊厢從150米高的山頂平台摔落40米高的谷底，吊厢內的廣西南寧旅行團14死22傷。因為時值該國国庆长假倍受關注。是中國交通事故有史以來最嚴重的索道事故。

## 隱患源起

### 設計問題
1994年底马岭河风景区管理处集资10余万元修索道，设计極其简陋，依靠两根钢索架住吊厢，再以一部卷扬机和一根钢绳将吊厢拉上拉下，工程學上稱之為「单侧双承载单牵引往复式索道」。1995年3月建成使用。其吊厢设计总载荷为2100千克，自重900千克，上下站高差91.4米，线路斜长105.54米。起初核定每次载客20人（後减至10人），載客量标示牌贴在吊厢内。索道建设前後均沒有通知国家客运架空索道安全监督检验中心、没有申请检测验收，也未将设计图纸予以安全审查。
施工单位是水电九局天生桥分局机电工程队。索道的设计者、施工队副队长李永芳和施工队队长邱家琪并没有相关施工设计资格。

### 管理權責問題
从索道建成到坠毁，黔西南州和兴义市两级劳动部门安检人员在巡查時要求加强保养、加强上油、增加纯卡（一种安全部件），被置若罔闻。後來調查發現，该索道并不是由风景区直接管理，而是由兴义县两位农民承包。司机、索道站长及相关管理人员未经培训，无证上岗。

## 坠毁經過
1999年10月3日，广西数个旅行团及几名贵州散客约200多名游客来到马岭河观光，并于中午11时30左右到达索道下站准备上山观光。限乘10人的吊厢最终挤进了36人，严重超载。4分钟后，轿厢到达索道150米的索道上站，在工作人员打开吊厢门时索道发出异响并开始下滑。在下滑30-40米后，由于司机王建友的误操作导致刹车鼓损坏，制动器失灵。由于没有备用制动器，索道随即失控，吊厢急速冲向下站，牵引索断裂，吊厢坠落了110米，至下站站台。吊厢坠地后发生变形，四边的框架向外胀开，部分厢体的铁皮被掀掉，吊厢内的座椅扭曲掉落，槽钢框架被撞弯，两行走轮均出现裂口，断裂的牵引索散落在地面。

## 乘客、救援
5人当场死亡，9人于抢救过程中死亡，其余人多为重伤。吊厢上和正在排隊的乘客之中有很多廣西的律師和廣西記者。南宁桂云天律师事务所沈洪森律师，指挥群眾找树枝把吊厢门撬开，广西电台记者罗成、黄甲军、李欣宁把生死不明的軀體抱出。抬出一个伤者需要五六个人，約二十分钟才把车里的軀體全部抬出。

## 司法
吊厢上和正在排隊的乘客之中有很多廣西的律師和广西电台記者，死傷者由此得到大力的法律和傳媒界援助。
2000年，兴义市人民法院近日对6名事故责任人进行公开审理，原马岭河峡谷风景区管理处副处长唐喜隆因犯玩忽职守罪被判处有期徒刑6年零6个月；原水电九局天生桥分局第五工程队队长邱家琪，被以工程重大安全事故罪判处6年徒刑，并处罚金6000元；原水电九局天生桥分局第五工程队副队长李永芳，被以工程重大安全事故罪判处徒刑5年零6个月，并处罚金5000元；承包索道的黄兴明、胡汉英，分别被判5年和4年；原兴义市城市建设局副局长吴君实，被以玩忽职守罪判处3年徒刑，缓刑4年。旅行社赔偿每名死者10万元的赔偿金。

## 后续
2001年，歌手韩红应中国中央电视台3·15晚会（國際消費者權益日的特備節目）要求，根据幸存者潘子灏的故事，亲自编曲、填词并演唱了《天亮了》一曲，韓紅亦扶養了潘子灏。
2007年9月28日，马岭河观光电梯投入使用，总投资1100万元，为中國第二高的室外观光电梯。

## 同年交通事故
- 1999年

- 烟台11·24特大海难，280死
- 西南航空4509號温州空難，61死
- 重庆綦江虹桥垮塌事故，40死
- 大韓航空6316號上海空難，5死

- 相關

- 中国交通事故列表
- 中國自然災難史
- 1999年中国